# Rothalsgans

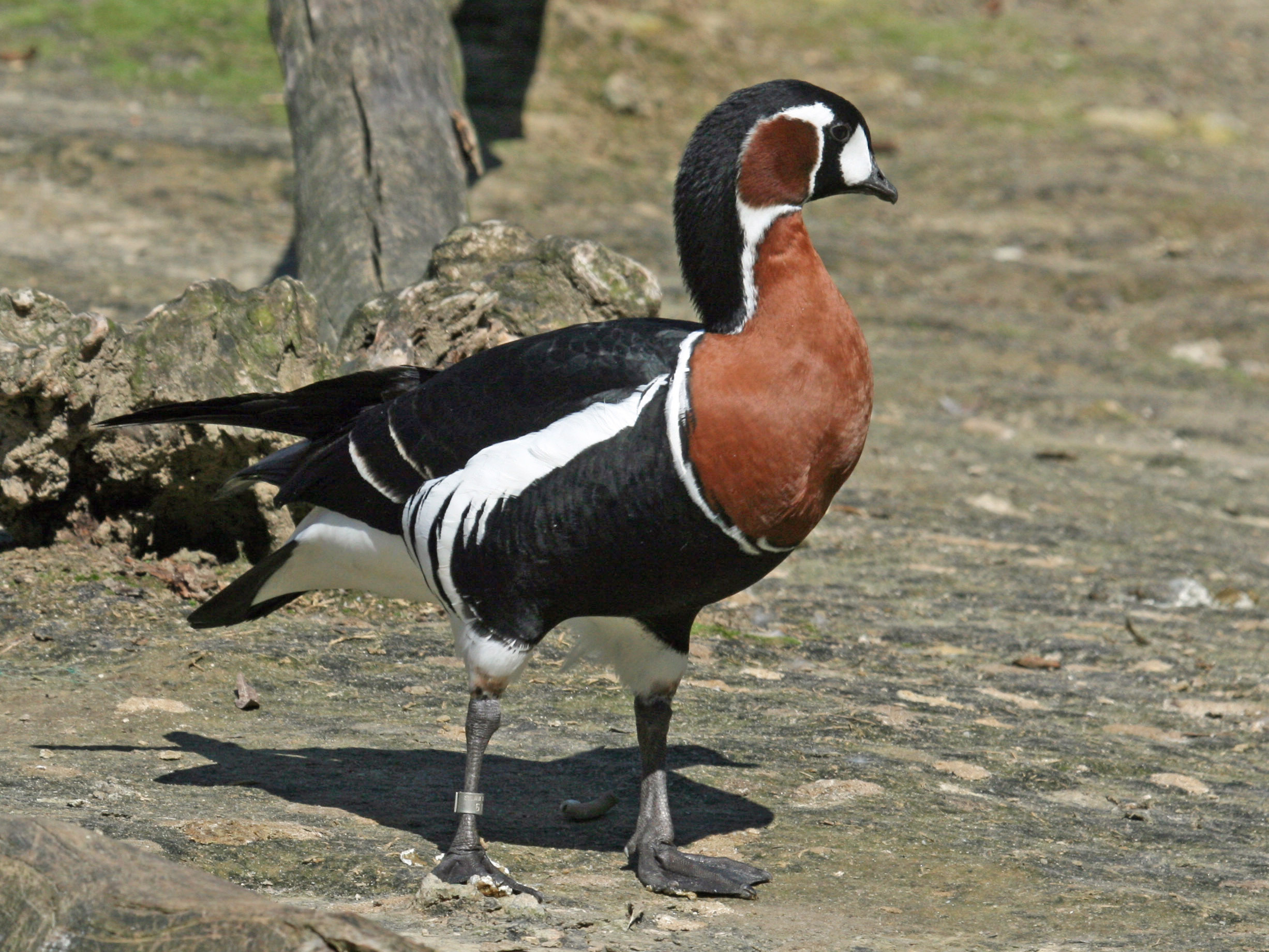
Rothalsgans in Gesamtansicht

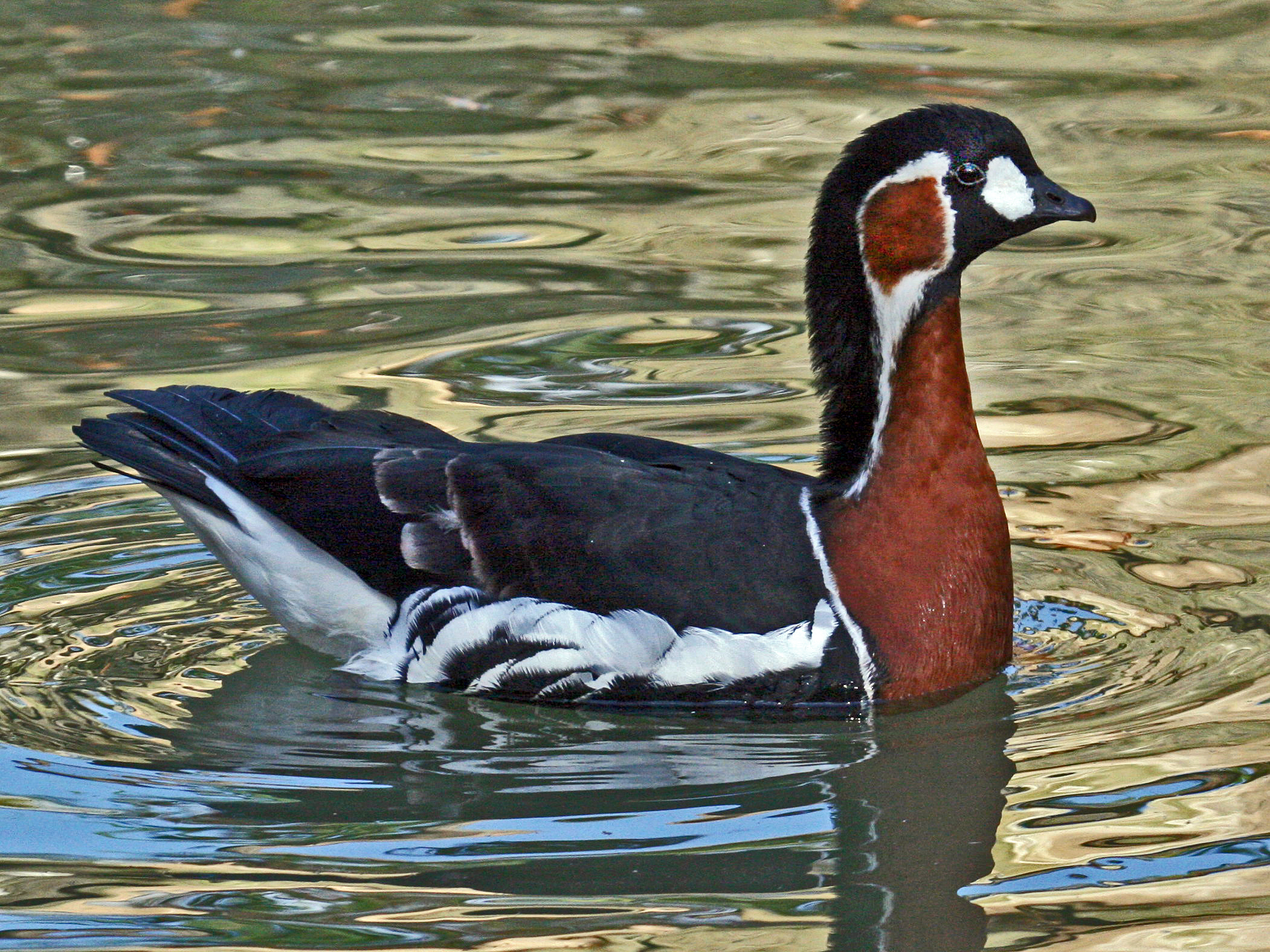
Schwimmende Rothalsgans

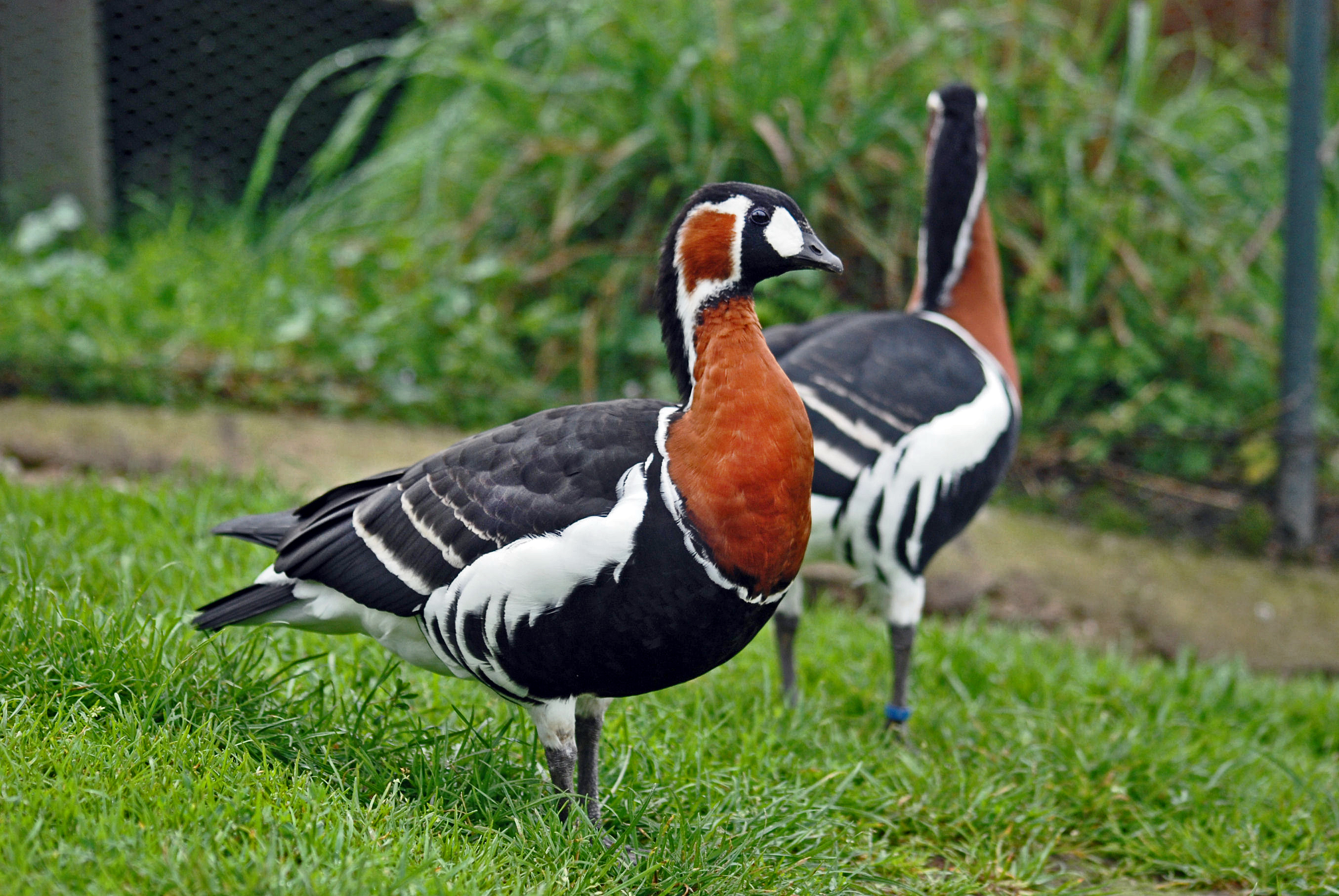
Rothalsgänse in einem Tierpark

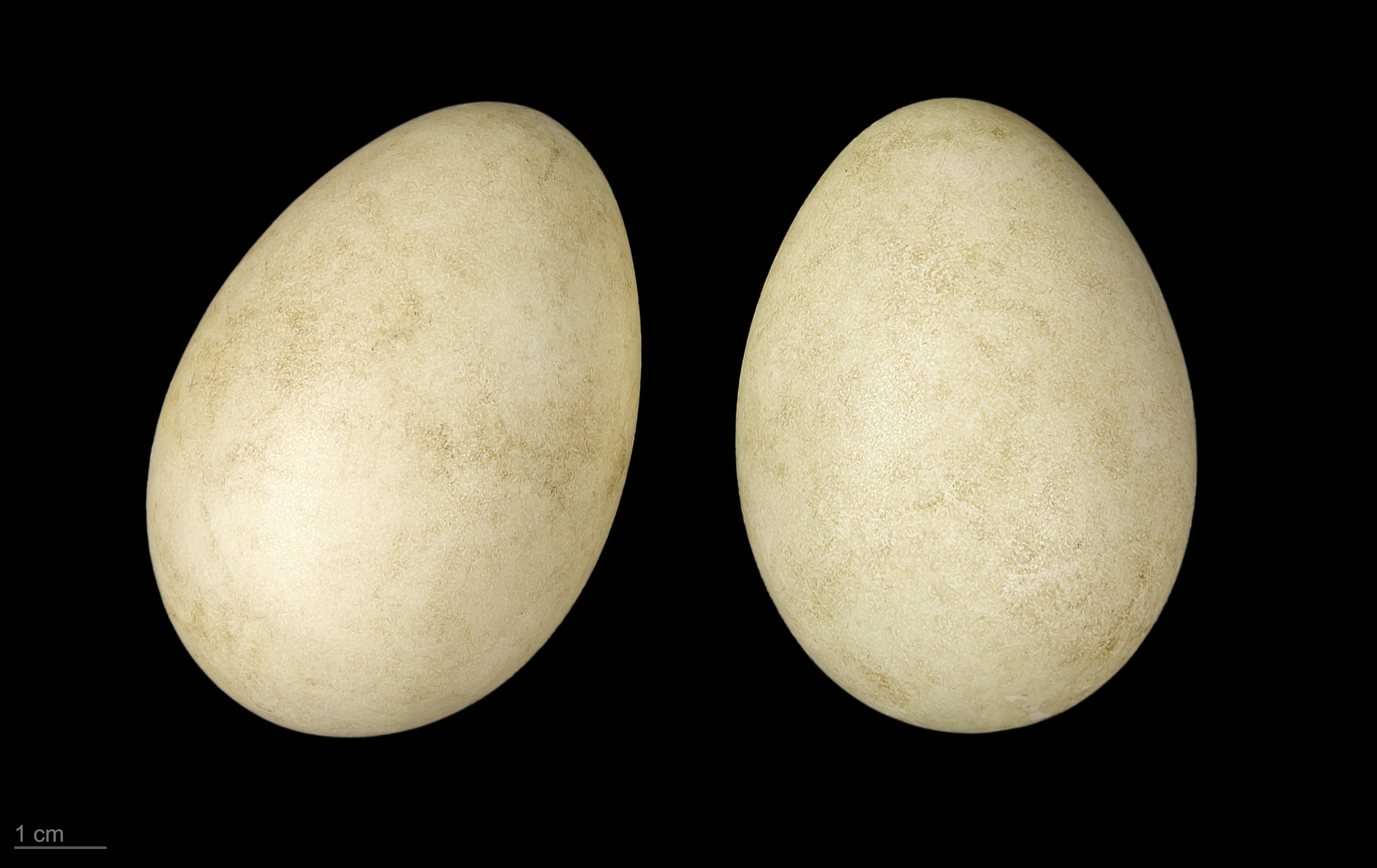
Branta ruficollis

Die Rothalsgans (Branta ruficollis) gehört innerhalb der Echten Gänse (Anserini) zu den Meergänsen (Branta). Wie alle Gänse gehört sie zur Familie der Entenvögel (Anserinae). Sie ist eng mit der Ringelgans (Branta bernicla) verwandt.

## Aussehen
Die Rothalsgans ist die farblich bunteste der Meergänse. Das Gefieder ist schwarz mit sehr deutlich erkennbaren weißen Konturlinien. Wie der Name bereits andeutet, ist die Brust rostrot gefärbt. Auch hier sind die roten Farbfelder durch weiße Zwischenlinien klar voneinander und vom umgebenden Schwarz abgesetzt. Die Flankenstreifen sind weiß. Der Rücken und der Bauch sind schwarz, während der Ober- und der Unterschwanz weiß sind. Rothalsgänse haben zudem einen kurzen Schnabel und relativ dicken Hals. Die Schwimmfüße sind schwarz und haben eine Schwimmhaut zwischen den Zehen. Männchen und Weibchen sehen sich sehr ähnlich. Beide werden etwa 55 cm lang und 1 bis 1,5 kg schwer. Im Flug ist die Rothalsgans auffällig schmalflüglig. Deutlich erkennbar sind zwei helle Flügelbinden. Jungvögel sind weniger kontrastreich ausgefärbt als Alttiere.
Die Mauser beginnt bei nichtbrütenden Gänsen etwa um den 15. Juli. Bei brütenden Rothalsgänsen beginnt sie einige Tage später. Rothalsgänse sind in dieser Zeit für mehrere Wochen flugunfähig. Die Vollmauser ist in der Regel um den 20. August herum abgeschlossen. Zu diesem Zeitpunkt sind auch die Junggänse flügge. Bei ihnen hält die Teilmauser ihres Jugendkleides allerdings auch noch nach dem Flüggewerden an.

## Stimme
Der charakteristische Ruf der Rothalsgans ist ein schriller, zweisilbiger Stakkatoruf, der lautmalerisch mit kä-kwa. oder ki-kwi... umschrieben werden kann. Rothalsgänse, die sich bedroht fühlen und die ihre Angriffsbereitschaft signalisieren, rufen mit vorgestrecktem Kopf einsilbig schrill räk, kwai oder kwä. Die Jungtiere locken sie mit einem tiefen go oder ga.

## Ernährung
Rothalsgänse ernähren sich von Gras, insbesondere Queller, heute zunehmend von Weizen und Mais, die Jungvögel auch von Insekten.

## Lebensraum
Als Zugvogel zieht die Rothalsgans zwischen ihrem Brutgebiet in der europäischen Arktis, insbesondere dem westlichen Sibirien, und ihren Überwinterungsgebieten in Zentralasien, insbesondere Kasachstan, dem Südirak und in Südosteuropa, dort insbesondere an der westlichen Schwarzmeerküste, umher. Seltener kommt sie auch in Westeuropa vor, wo man vereinzelte Tiere oft zusammen mit Ringelgänsen findet. Bei diesen Tieren handelt es sich häufig um Gefangenschaftsflüchtlinge, die ihrem Halter entkommen sind. Einzelne Rothalsgänse gehören allerdings auch zu den in den arktischen Tundren Russlands brütenden Populationen, die normalerweise in Bulgarien, Rumänien und der Ukraine überwintern.
Hauptüberwinterungsgebiet der Rothalsgans ist der Durankulak-See (nördlich von Kamen Brjag) an der westlichen Schwarzmeerküste. Weitere wesentliche Überwinterungsplätze finden sich in Aserbaidschan. Das dortige Überwinterungsgebiet wird ziemlich genau von der 2°-Grad Januar-Isotherme umgrenzt. Ein kleiner Teil der Population überwintert auch im Nordosten von Griechenland. Grundsätzlich nutzen Rothalsgänse nur wenige Überwinterungsgebiete. Diese müssen neben geeigneten Weideplätzen auch Süßwasser und ruhige Übernachtungsstellen aufweisen. Die Konzentration der Gesamtpopulation der Rothalsgans auf verhältnismäßig wenige Überwinterungsorte trägt zur Gefährdung der Art bei. Störungen an diesen Stellen – etwa durch Ölunfälle oder eine intensivierte Jagd – wirken sich auf die gesamte Population aus.
Im Winterquartier zeigen Rothalsgänse einen sehr festen Tagesrhythmus. Noch vor Sonnenaufgang fliegen die ersten Schwärme der Rothalsgänse auf, um zur nächsten Süßwasserstelle zu ziehen. Der Abflug zieht sich in der Regel über 40 bis 45 Minuten hin. Er endet gewöhnlich mit dem Aufbruch des Hauptschwarmes, der aus einigen tausenden von Rothalsgänsen bestehen kann. Sofort nach Sonnenuntergang beginnt der Rückflug zu den Übernachtungsplätzen. Sowohl der morgendliche als auch der abendliche Wechsel zwischen Übernachtungs- und Weideplätzen ist von der Helligkeit bestimmt. Er setzt jeweils bei 600 bis 700 Lux ein.

## Fortpflanzung
Einmal verpaart bleiben Männchen und Weibchen lebenslang zusammen. Die Brutzeit beginnt in der zweiten Junihälfte und damit für Gänse recht spät. Oft brüten sie in der Nähe von Falkennestern wie etwa Wanderfalken oder Raufußbussarden. Auch in der Nähe von Großmöwenkolonien wie Eismöwe und Silbermöwen brüten Rothalsgänse häufiger, wenn auch deutlich seltener als in der Umgebung von Greifvögelnestern.  Ornithologen vermuten, dass beide Beobachtungen zusammenhängen: Die Aufzucht der Brut in der Nähe des Greifvogelnestes schützt ihren Nachwuchs zum einen vor den Raubvögeln selbst, da diese nie in unmittelbarer Nähe ihres Nestes jagen. Zudem vertreiben die Greifvögel vehement mögliche Beutegreifer wie den Polarfuchs aus ihrem Brutgebiet – und damit auch aus dem Brutgebiet der Rothalsgans. Da beispielsweise die Falken erst recht spät mit der Brut beginnen, haben die Rothalsgänse dieses Verhalten „kopiert“ und brüten ebenfalls erst später.
Die Kolonien sind verhältnismäßig klein. Sie umfassen nicht mehr als 20 bis 30 Paare, meist jedoch sogar nur fünf bis sieben Paare. Ihre Verteilung im Brutgebiet ist von der biologischen Verteilung der Greifvögel mitbestimmt.
Genistet wird gewöhnlich an abgelegenen Stellen mit felsigem Untergrund. Eine vom Weibchen geschaffene Mulde wird dazu mit Gräsern, Flechten und Moosen ausgekleidet und mit speziellen Dunenfedern gepolstert. Die etwa 4 bis 5 hellgrünen Eier werden allein vom Weibchen bebrütet, das während dieser Zeit das Nest nur für eine kürzere Nahrungssuche verlässt. Wie bei allen Gänsen beteiligt sich das Männchen nicht am Brutgeschäft, bewacht aber das Gelege gegen Fressfeinde und missliebige Artgenossen. Nach etwa 25 Tagen schlüpfen die Jungen, die in kurzer Zeit das Nest verlassen und sich selbständig ernähren können. Die Familien bilden nach dem Schlupf der Junggänse Trupps und halten sich vorwiegend auf dem Wasser sowie in dessen Umgebung auf. Sowohl die adulten Gänse als auch die Junggänse tauchen bei Gefahr gut.

## Gefährdung
Vermutlich durch den DDT-Einsatz in den 1950er und 1960er Jahren und dem damit einhergehenden Rückgang von arktischen Greifvögeln (in deren Schutz die Rothalsgans brütet) sowie eine massive Bejagung war der Bestand dieser Art dramatisch zurückgegangen. Erst ein umfassender Schutz der Art auf dem gesamten Zugweg konnte den Rückgang aufhalten und eine Erholung bewirken. Die Gesamtzahl der Vögel wird von der IUCN auf knapp 40.000 geschätzt, unterschiedliche Zählungen kommen aber zu sehr verschiedenen Ergebnissen. Die IUCN hatte die Art 2007, 2008 und 2010 als „stark gefährdet“ („endangered“) eingestuft und seitdem als „gefährdet“ („vulnerable“). Rothalsgänse gelten heute insbesondere durch (illegale) Bejagung in ihren Wintergebieten, aber auch durch die Vernichtung ihres Lebensraumes als gefährdete Vogelart und sind durch das Washingtoner Artenschutz-Übereinkommen sowie als Art des Anhang I der EU-Vogelschutzrichtlinie geschützt.

## Belege